# Alé Vallée
Alé Vallée était un parti politique social-démocrate actif en Vallée d'Aoste entre 2003 et 2007.

## Historique
Ce parti, fondé en 2003, dont le leader était Enrico Bich, était l'héritier du Parti socialiste italien dans la Région et obtint 4.7 % des voix (sur la même liste que les Socialistes démocrates italiens et l'Alliance populaire-UDEUR) lors des élections régionales de 2003, échouant à dépasser le seuil de 5 % nécessaire  pour entrer au Conseil de la Vallée. Par la suite, le parti parvint à être représenté au Conseil Municipal d'Aoste et décida finalement de se fondre dans le Parti démocrate régional.
En octobre 2007, Enrico Bich était candidat au poste de secrétaire régional du Parti démocrate, mais il a été battu (62.5 % contre 37.5 %)par Raimondo Donzel, syndicaliste soutenu par les Démocrates de gauche.

## Sources
- (ca) Cet article est partiellement ou en totalité issu de l’article de Wikipédia en catalan intitulé « Alé Vallée » (voir la liste des auteurs).